# Diadasia toluca
Diadasia toluca är en biart som först beskrevs av Cresson 1878.  Diadasia toluca ingår i släktet Diadasia och familjen långtungebin. Inga underarter finns listade i Catalogue of Life.